# Balkan Inc.
Balkan Inc. je slovensko-hrvatsko-srbijanska televizijska kriminalistička serija, koja je premijerno izvedena 2006. godine.
Serija je zajednički projekt triju zemalja i sama serija je snimljena u Ljubljani, Beogradu i Zagrebu. Produkcija je nastala kao suradnja slovenske POP TV, hrvatske Nove TV i srbijanske TV PINK, dok je izvršni producent VPK Zagreb.
Serija je nastala temelju romana Bijela jutra i Marševski korak Roberta Naprte.

## Sadržaj
Radnja se odvija oko Marka Prilike-Čensa (glumi Aleksandar Cvjetković), koji je kriminalist-policajac u Zagrebu. Čens također istražuje rad mafije na području bivše SFRJ i sudjelovanje različitih državnih službenika.
Priča o balkanskoj mafiji s 46-godišnjim inspektorom Markom "legendom" zagrebačke kriminalističke policije, koji se samouvjereno kreće u svijetu kriminala, droge, prostitucije, iznude, korupcije i krvavih mafijaških računa. U 13. epizoda prve sezone kao tvrdi i okrutni svijet u kojemu se sve vrti oko novca, svijet koji se nikada nije obazirao ne granice niti nacionalnost. U njemu nema mjesta za emocije, granica između dobra i zla potpuno je nejasna.
Priča se zakomplicira, kada stranac ubije Čensovu ljubavnicu; samo to uz poštovanje njegovih kolega ukazuje na to da također, previše pije, puši i ljubaka. Čens započne s istragom te otkrića i njemu, kao i svim upletenim zauvijek mijenja život.

## Glumci
- Ivo Ban kao Lord (šef hrvatske mafije)
- Ivan Brkić kao Momo Desnica
- Aleksandar Cvjetković kao Čens
- Nina Ivanič kao Monika (Čensova dugogodišnja ljubica)
- Nives Ivanković kao Duda
- Tina Gorenjak kao Urška (Primoževa djevojka)
- Goran Grgić kao Žac Lisjak
- Damir Markovina kao Boško
- Boris Mihalj kao Primož (jedan od braće, plaćenih ubojica, koji rade za Bossa)
- Mustafa Nadarević kao Bero
- Stjepan Perić kao Diler
- Matija Vastl kao Bernard (drugi od braće, plaćenih ubojica, koji rade za Bossa)
- Sanja Vejnović kao Renata Lisjak
- Mladen Vulić kao Brko
- Branko Završan kao Boss (šef slovenske mafije)